# Долгин, Евгений Викторович
Евгений Викторович Долгин — лейтенант Вооружённых Сил Российской Федерации, участник военной операции России в Сирии, погиб при исполнении служебных обязанностей во время, кавалер ордена Мужества.

## Биография
Евгений Викторович Долгин родился 5 января 1992 года в посёлке Соколовый Саратовского района Саратовской области. В 2009 году окончил Соколовскую среднюю общеобразовательную школу, после чего поступил в Сызранский филиал Военного учебно-научного центра «Военно-воздушная академия имени Н. Е. Жуковского и Ю. А. Гагарина». Завершил обучение в 2014 году, после чего был направлен для дальнейшего прохождения службы в 15-ю бригаду армейской авиации, дислоцировавшейся на аэродроме Веретье под городом Островом Псковской области.
После начала операции российских Вооружённых Сил в Сирийской Арабской Республике Долгин был направлен лётчиком-инструктором вертолёта «Ми-25» в зону боевых действий. 8 июля 2016 года он вылетел на нанесение удара по вражеским формированиям, прорвавшим оборону войск правительства Сирии. Лётчикам удалось остановить дальнейшее наступление противника. Когда боезапас был израсходован, Долгин и его напарник повернули вертолёт обратно, и в этот момент боевая машина была сбита огнём с земли. При падении вертолёта оба лётчика погибли.
Похоронен на кладбище посёлка Соколовый Саратовского района Саратовской области.
Указом Президента Российской Федерации лейтенант Евгений Викторович Долгин посмертно был удостоен ордена Мужества. Командиру экипажа полковнику Ряфагатю Махмутовичу Хабибуллину посмертно было присвоено звание Героя Российской Федерации.

## Память
- В честь Долгина названа улица в Саратове[5].
- Имя Долгина увековечено на памятнике «Землякам, погибшим в локальных войнах» в Парке Победы в Саратове[6].